# Конкурс молодых музыкантов «Евровидение-1984»
Евровидение для молодых музыкантов 1984 (англ. Eurovision Young Musicians 1984) — второй конкурс молодых музыкантов «Евровидение», который прошёл в Швейцарии в 1984 году. Финал конкурса состоялся 22 мая 1984 года в концертом зале «Виктория-холл» в Женеве. Победу на конкурсе одержала участница из Нидерландов скрипачка Изабель ван Кёлен. Музыканты из Финляндии и Великобритании заняли второе и третье место соответственно.
Организаторами конкурса выступили Швейцарская вещательная корпорация и Европейский вещательный союз. В конкурсе приняли участие молодые музыканты в возрасте до 20 лет из 7 стран (Австрии, Великобритании, Германии, Нидерландов, Финляндии, Франции и Швейцарии).

## Место проведения

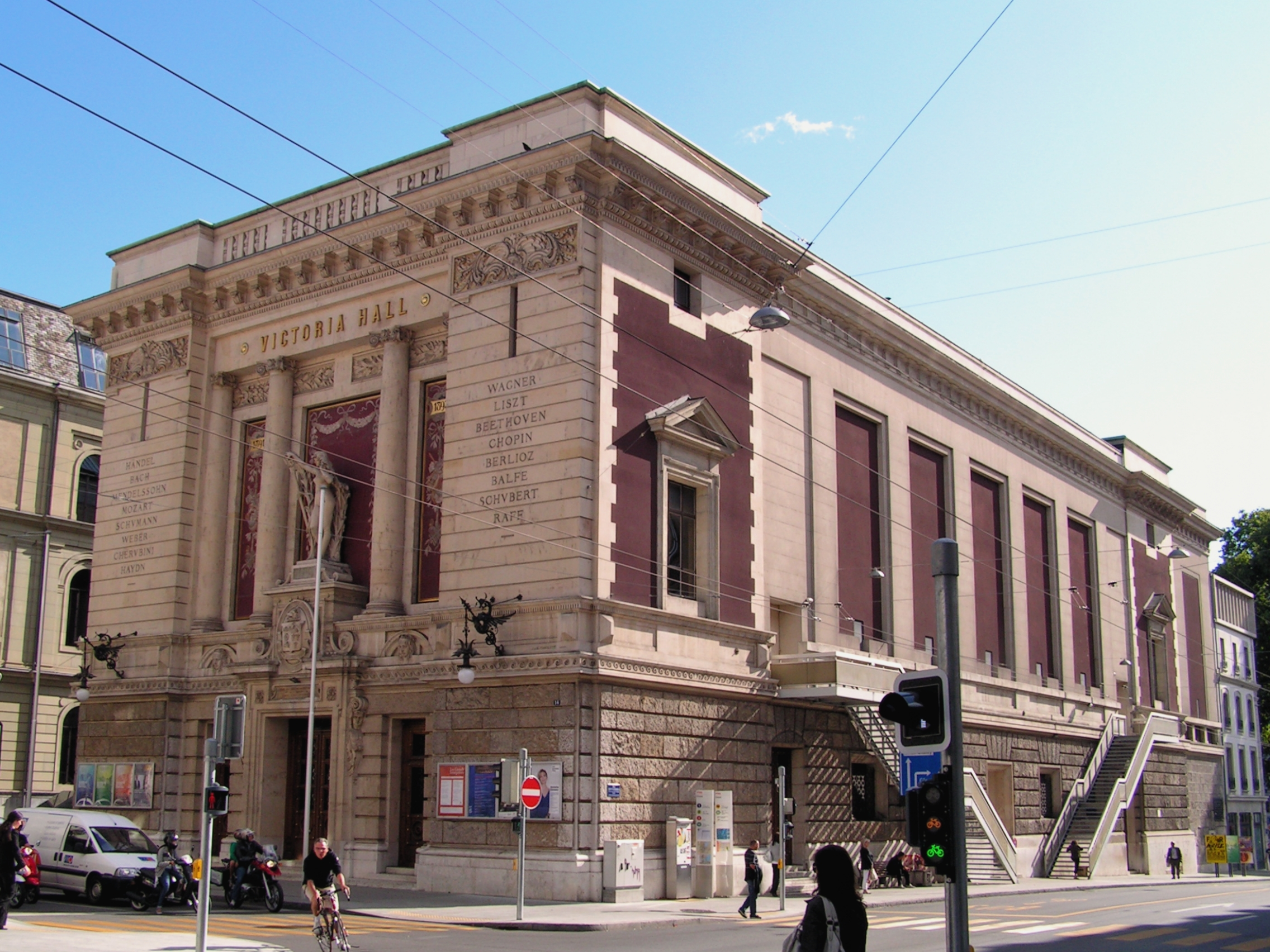
Концертный зал «Виктория-холл» в Женеве

Местом проведения конкурса была выбрана Женева в Швейцарии. Финал конкурса прошёл в концертом зале «Виктория-холл», построенном в 1891—1894 годах на деньги английского консула в Женеве Дэниэла Бартона, который был большим любителем музыки. Автором проекта выступил женевский архитектор Джон Камолетти. В 1904 году Бартон подарил здание городу. Это здание было названо в честь королевы Виктории.
«Виктория-холл» находится в центре города, рядом с Женевской Оперой и Консерваторией в банковском квартале. Здесь происходят наиболее значимые культурные мероприятия города, дают концерты многие известные пианисты и оркестры мира.

## Формат
К участию в конкурсе допускаются молодые музыканты в возрасте от 10 до 19 лет включительно, с учётом того, что в день проведения финала им не исполнится 20 лет. Причем участниками могут стать только соло-исполнители, не задействованные на профессиональной основе (то есть не получающие прибыли от выступлений). Музыкальный инструмент и программу участник выбирает по своему усмотрению.
Оценивает выступления конкурсантов профессиональное жюри, каждый член которого обязан присудить баллы от 1 до 10 каждому исполнителю. После всех выступлений участников жюри объявляет тройку победителей. Обладатель первого места получает денежный приз в размере £1000.

### Ведущий и оркестр
Ведущим конкурса стал швейцарский журналист Георгес Клейнман.  Участникам конкурса аккомпанировал Оркестр романской Швейцарии под руководством немецкого дирижёра Вальтера Штайна.

### Жюри
В состав профессионального жюри вошло 13 человек:
- Иегуди Менухин (Председатель)
- Готфрид Шольц
- Алан Ходдинотт
- Ян Штулен
- Карол Дон-Рейнхарт
- Вернер Тхаричен
- Юхани Райскинен
- Мариус Констант
- Пьер Фурнье
- Эрик Таппи
- Николе Орель
- Карл Энгель
- Пьер Метраль

## Участники
| № | Страна         | Участник           | Инструмент | Произведение (Композитор)                                                                                   | Результат    |
| - | -------------- | ------------------ | ---------- | --- | ------------ |
| 1 | Франция        | Сабина Тоутаин     | Скрипка    | Concerto for viola and orchestra in D major (Карл Стамиц)                                                   | —            |
| 2 | Великобритания | Эмма Джонсон       | Кларнет    | Concerto for clarinet and orchestra No.2 in F-minor, Op.5, 2nd and 3rd movements (Бернхард Хенрик Круселль) | Третье место |
| 3 | ФРГ            | Андреас Бах        | Фортепиано | Concerto for piano and orchestra no.1 in E-flat major (Ференц Лист)                                         | —            |
| 4 | Нидерланды     | Изабель ван Кёлен  | Скрипка    | Violin concert no. 5 op. 37 (Анри Вьётан)                                                                   | Победитель   |
| 5 | Швейцария      | Мартина Счучен     | Виолончель | Clarinet Concerto (Камиль Сен-Санс)                                                                         | —            |
| 6 | Австрия        | Гхислайне Флайшман | Скрипка    | Concert for violin and orchestra op. 53, 3rd movement (Антонин Дворжак)                                     | —            |
| 7 | Финляндия      | Олли Мустонен      | Фортепиано | Concerto for piano and orchestra in G major (Морис Равель)                                                  | Второе место |

1. ↑  Дания, Норвегия, и Финляндия и Швеция отправили в этом году совместного участника, выступавшего от Финляндии